# Dendrophthoe pauciflora
Dendrophthoe pauciflora là một loài thực vật có hoa trong họ Loranthaceae. Loài này được Danser mô tả khoa học đầu tiên năm 1931.